# 钱仲举
钱仲举（1928年—2009年），辽宁锦西人，中华人民共和国政治人物。
被选为全国劳模。1954年，当选第一届全国人民代表大会代表。